# Quiroguita
La quiroguita es un mineral. Se trata de un tipo de galena y su fórmula química es {\displaystyle {\ce {Pb23Sb6S32}}}.

## Historia
La primera descripción de este mineral se debe al vulcanólogo Lucas Fernández Navarro en 1895. Manejaba ejemplares que procedían de Sierra Almagrera, en la provincia de Almería.
Este mineral recibe su nombre, probablemente, en recuerdo a su director de tesis y mentor Francisco Quiroga, con quien compartiera excursiones  y caminatas en las que la mineralogía y la geología eran centrales pero también daban lugar a la contemplación del paisaje y quienes la habitaban.[cita requerida]

## Taxonomía
Su clasificación fue cuestionada ya que hay quienes la consideran una variedad de galena (de fórmula más simple PbS) e incluso una galena impura.[cita requerida]